# هوه يون
هوه يون (الكورية: 허연) هو شاعر كوري جنوبي، ولد في 8 أغسطس 1966.